# Veitswend
Veitswend ist ein Gemeindeteil der Großen Kreisstadt Dinkelsbühl im Landkreis Ansbach (Mittelfranken, Bayern). Veitswend liegt in der Gemarkung Weidelbach.

## Geographie
Durch den Weiler fließt der Veitsgraben, der ein rechter Zufluss der Zwergwörnitz ist. Der Ort ist von Acker- und Grünland und kleineren Waldgebieten umgeben. Eine Gemeindeverbindungsstraße verläuft nach Weidelbach zur Kreisstraße AN 42 (2,1 km nordöstlich) bzw. nach Neustädtlein (1,1 km südlich). Eine weitere Gemeindeverbindungsstraße verläuft nach Röthendorf (0,5 km südöstlich).

## Geschichte
Aus dem Grundwort des Ortsnamens „–wend“ kann geschlossen werden, dass der Ort ursprünglich eine Wendensiedlung war.
Veitswend bildete mit Röthendorf eine Realgemeinde. Die Fraischbezirk war strittig zwischen dem brandenburg-ansbachischen Oberamtes Crailsheim und dem oettingen-spielbergischen Oberamt Mönchsroth. Die Reichsstadt Dinkelsbühl wollte sie für ihre Anwesen beanspruchen. Die Dorf- und Gemeindeherrschaft hatte das Ämtlein Weidelbach des Deutschen Ordens. Ende des 18. Jahrhunderts gab es 6 Anwesen. Grundherren waren das Ämtlein Weidelbach (1 Hof, 4 Güter) und das Spital der Reichsstadt Dinkelsbühl (1 Hofgut). Von 1797 bis 1808 unterstand der Ort dem Justiz- und Kammeramt Crailsheim.
Mit dem Gemeindeedikt wurde Veitswend dem 1809 gebildeten Steuerdistrikt und der im selben Jahr gebildeten Ruralgemeinde Weidelbach zugewiesen. Am 1. Mai 1978 wurde diese im Zuge der Gebietsreform in Bayern nach Dinkelsbühl eingegliedert.

## Einwohnerentwicklung
| Jahr      | 001818 | 001840 | 001861 | 001871 | 001885 | 001900 | 001925 | 001950 | 001961 | 001970 | 001987 |
| Einwohner | 34     | 30     | 41     | 38     | 36     | 39     | 37     | 29     | 31     | 30     | 26     |
| Häuser    | 6      | 5      |        |        | 6      | 5      | 6      | 6      | 5      |        | 5      |
| Quelle    | [ 12 ] | [ 13 ] | [ 14 ] | [ 15 ] | [ 16 ] | [ 17 ] | [ 18 ] | [ 19 ] | [ 20 ] | [ 21 ] | [ 1 ]  |

## Religion
Der Ort ist seit der Reformation evangelisch-lutherisch geprägt und bis heute nach St. Ulrich (Weidelbach) gepfarrt. Die Katholiken sind nach St. Georg (Dinkelsbühl) gepfarrt.